# Deliphrosoma macrocephalum
Deliphrosoma macrocephalum är en skalbaggsart som först beskrevs av Eduard Eppelsheim 1873.  Deliphrosoma macrocephalum ingår i släktet Deliphrosoma, och familjen kortvingar. Arten har ej påträffats i Sverige.